# Begijnhof Hoogstraten
Het begijnhof van Hoogstraten bestaat uit 36 huisjes, een schuur en een barokke driebeukige begijnhofkerk, toegewijd aan Sint-Jan-de-Evangelist.

## Geschiedenis
Een eerste vermelding van het begijnhof vinden we in een akte van 1380. Toen gaf Jan V van Cuijk de grond waar het begijnhof op stond aan de begijnen. Hij vermeldde in de akte dat ze de grond al een tijdje in pacht hadden van zijn voorvaders.

In de 16e eeuw hadden de begijnen te maken met meerdere branden, onder meer op Witte Donderdag van 1506 toen, behalve de kerk, het hele complex werd vernield. In 1534 werd het hof omringd door een stenen muur.
In het begin van de 17e eeuw telde men twee begijntjes. Dit aantal liep op tot 160 bij het einde van de 17e eeuw. In 1972 verliet de laatste begijn, Johanna van den Wijngaard, het begijnhof.
In 1992 besliste een aantal inwoners van Hoogstraten het hof te restaureren. Sinds 1997 is het begijnhof opnieuw volledig bewoond.
Het Conventshuis huisvest het Stedelijk Museum met een permanente collectie en wisselende tentoonstellingen.

## Grafstenen
Op het grond van de kerk liggen tientallen grafstenen van begijnen die dateren van de XVIe tot de XVIIIe eeuw, waarvan de meeste nog in 2023 leesbaar en identificeerbaar blijven.

## Galerij

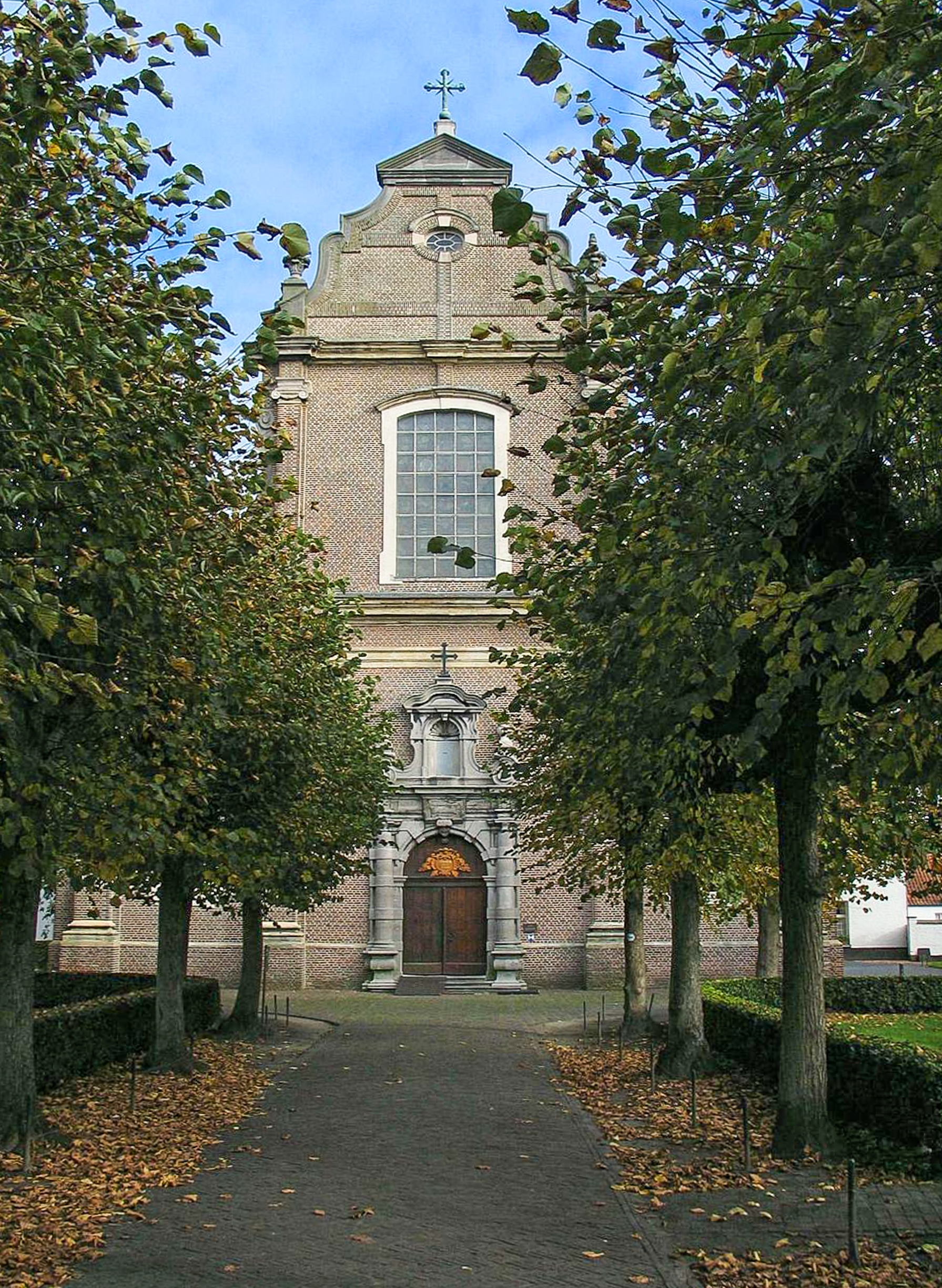
De begijnhofkerk
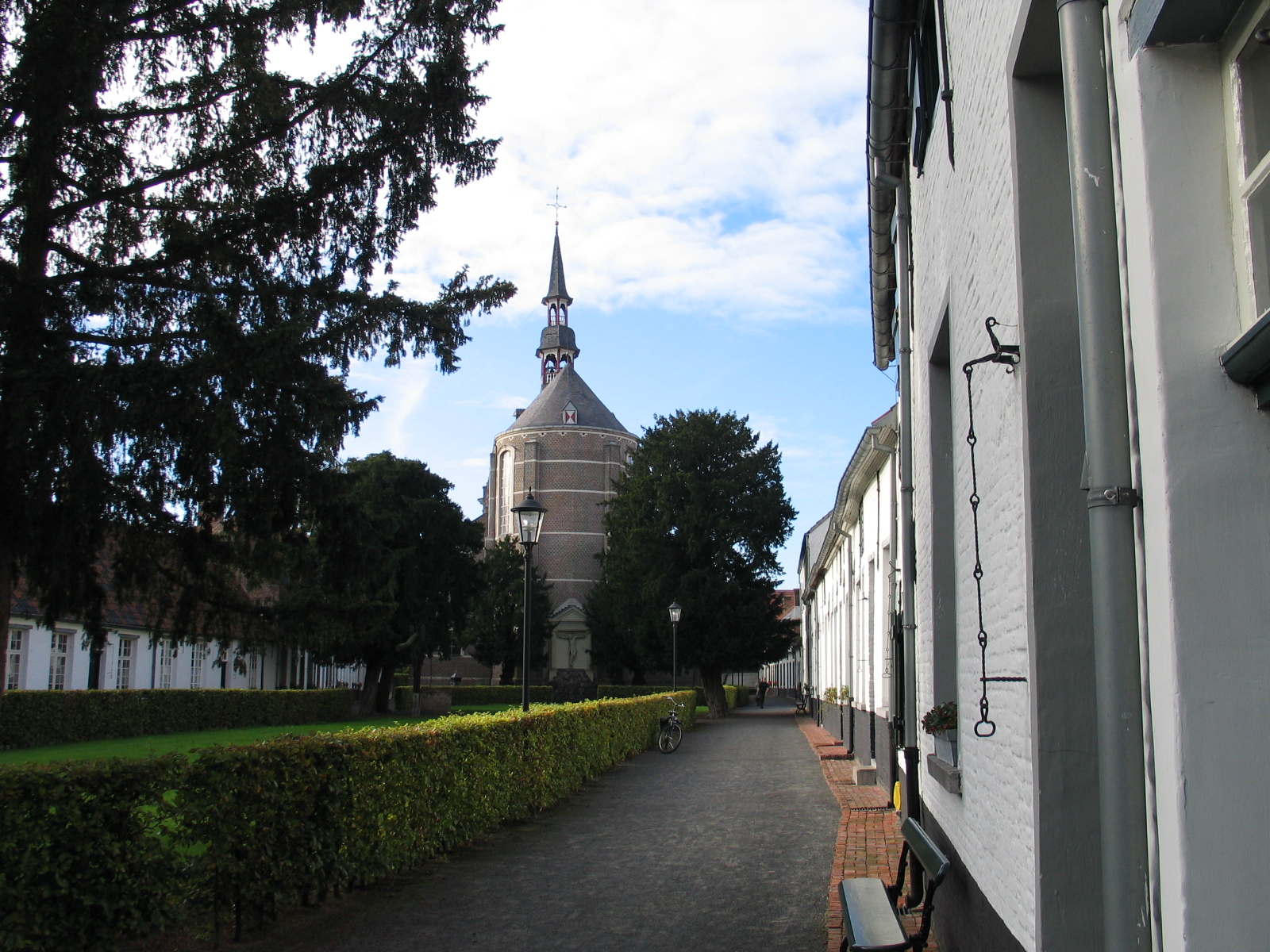
Het begijnhof in Hoogstraten
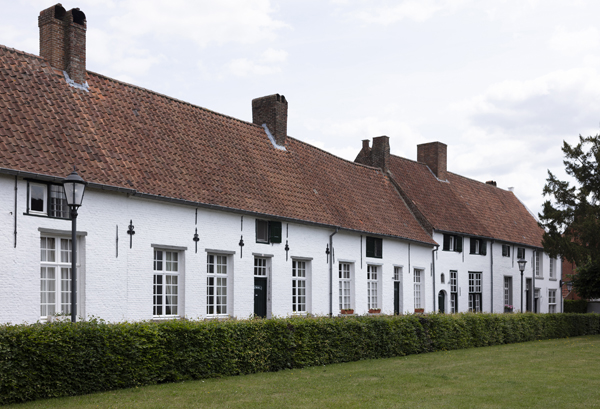
Begijnhof
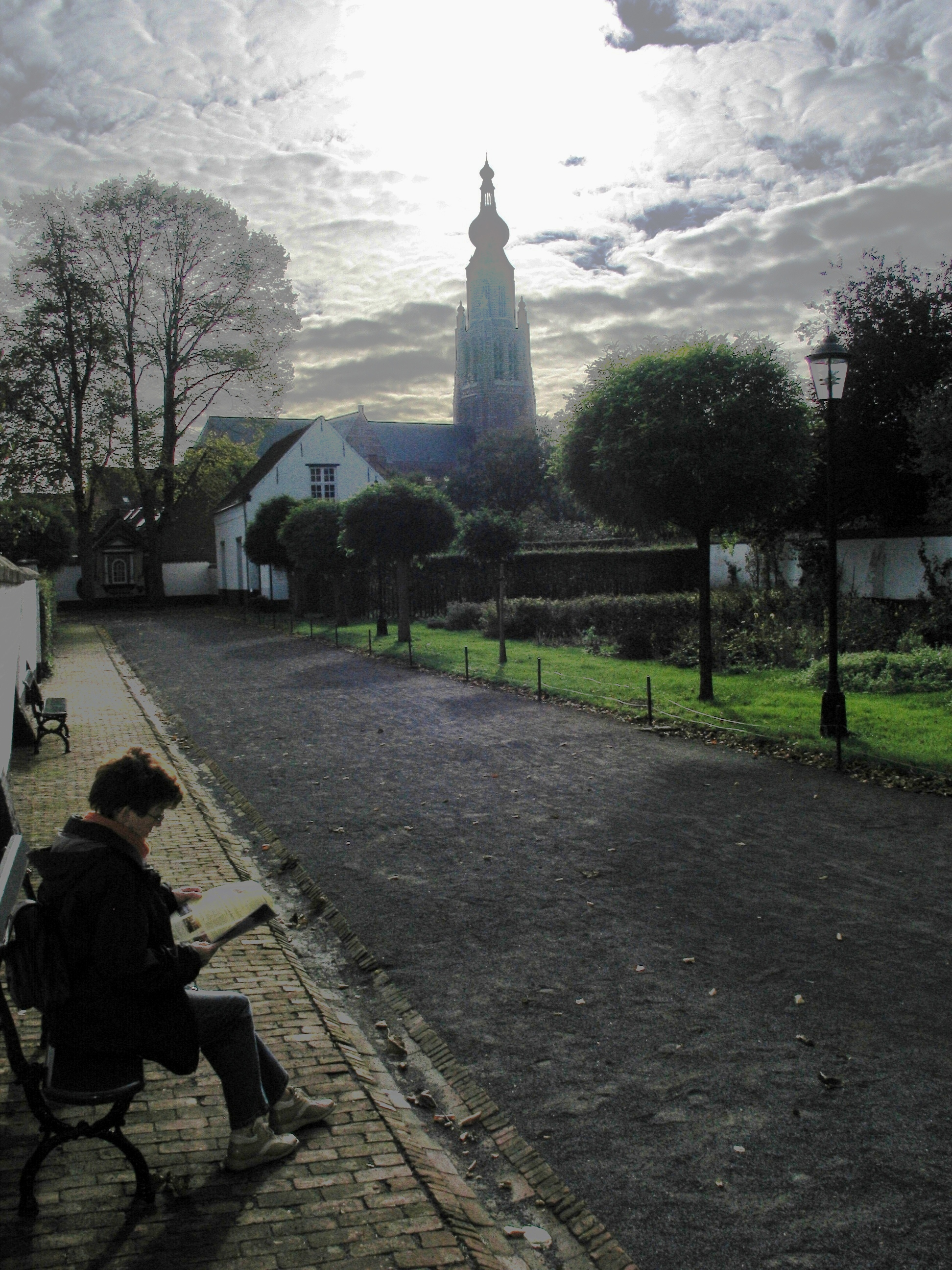
Bewerkte foto van het begijnhof met de Sint-Catharinakerk op de achtergrond